# Mykoła Porowski
Mykoła Porowski, ukr. Микола Іванович Поровський (ur. 20 czerwca 1956 w miejscowości Zarzyck w rejonie rówieńskim) – ukraiński polityk, publicysta i pisarz, poseł do Rady Najwyższej I, II i IV kadencji, jeden z założycieli Ludowego Ruchu Ukrainy, przewodniczący Republikańskiej Partii Chrześcijańskiej.

## Życiorys
Z wykształcenia inżynier, ukończył w 1979 budownictwo w Ukraińskim Inżynieryjnym Instytucie Gospodarki Wodnej. Pracował w kombinatach budowlanych w tym jako sekretarz Komsomołu. Od 1984 był zastępcą dyrektora przedsiębiorstwa Prykarpatbud.
W 1988 znalazł się wśród założycieli Ludowego Ruchu Ukrainy, wchodząc w skład władz wykonawczych tego ugrupowania i pełniąc funkcję wiceprzewodniczącego NRU (1990–1992). Był później wiceprzewodniczącym Ukraińskiej Partii Republikańskiej Łewka Łukjanenki. W 1997 opuścił to ugrupowanie, powołując (wspólnie z m.in. Bohdanem i Mychajłem Horyniami) Republikańską Partię Chrześcijańską, obejmując w niej stanowisko przewodniczącego.
W latach 1990–1998 sprawował mandat deputowanego I i II kadencji. Od 1999 do 2003 był zastępcą przewodniczącego państwowego komitetu ds. zabezpieczenia energetycznego. Od 2005 do 2006 ponownie zasiadał w parlamencie z ramienia Bloku Nasza Ukraina.
Jest autorem publikacji książkowych o tematyce narodowej i patriotycznej, działaczem kozackim (pułkownikiem siczy wołyńskiej), członkiem wyższej cerkiewnej rady Ukraińskiego Kościoła Prawosławnego Patriarchatu Kijowskiego.

## Odznaczenia
- Order „Za zasługi” I klasy (2009), III klasy (2005)[1]